# Håkan boma ye!
Håkan boma ye! är det första livealbumet av den svenska popartisten Håkan Hellström, utgivet den 5 december 2014. Albumet är en inspelning av hans konsert på Ullevi i Göteborg den 7 juni 2014, och släpptes både på CD. och LP. Håkan boma ye! nådde första plats på svenska albumlistan.

## Låtlista
| CD CD 1 "Tro och tvivel" " En vän med en bil " "Du kan gå din egen väg" " Nu kan du få mig så lätt " "Man måste dö några gånger innan man kan leva" "Zigenarliv dreamin'" "Vid protesfabrikens stängsel" "Jag har varit i alla städer" " Gårdakvarnar och skit " "Dom där jag kommer från"/"Ju mer dom spottar" (med Freddie Wadling och Kapten Röd ) " Kom igen Lena! " "Brännö serenad" "När lyktorna tänds" CD 2 "Shelley" " Klubbland " "Pistol" "För sent för edelweiss" " Jag vet inte vem jag är men jag vet att jag är din " " Mitt Gullbergs kaj paradis " "Kärlek är ett brev skickat tusen gånger" (med Veronica Maggio ) " Hela huset " (med Veronica Maggio) " En midsommarnattsdröm " (med Adam Lundgren och Tomas von Brömssen ) " Ramlar " "Det är så jag säger det" CD 3 "Valborg" " Känn ingen sorg för mig Göteborg " " Det kommer aldrig va över för mig " "Du är snart där" "Bara dårar rusar in" | LP 1A "Tro och tvivel" "En vän med en bil" "Du kan gå din egen väg" "Nu kan du få mig så lätt" 1B "Man måste dö några gånger innan man kan leva" "Zigenarliv dreamin'" "Vid protesfabrikens stängsel" "Jag har varit i alla städer" 2A "Gårdakvarnar och skit" "Dom där jag kommer från"/"Ju mer dom spottar" "Kom igen Lena!" 2B "Brännö serenad" "När lyktorna tänds" "Shelley" "Klubbland" "Pistol" 3A "För sent för edelweiss" "Jag vet inte vem jag är men jag vet att jag är din" "Mitt Gullbergs kaj paradis" "Kärlek är ett brev skickat tusen gånger" 3B "Hela huset "En midsommarnattsdröm" "Ramlar" 4A "Det är så jag säger det" "Valborg" "Känn ingen sorg för mig Göteborg" 4B "Det kommer aldrig va över för mig" "Du är snart där" "Bara dårar rusar in" |

## Medverkande
- Håkan Hellström – sång
- Nils Berg – saxofon, tvärflöjt, klaviatur
- Finn Björnulfsson – slagverk
- Lars-Erik Grimelund – trummor
- Mattias Hellberg – gitarr, munspel
- Simon Ljungman – gitarr
- Stefan Sporsén – trumpet, klaviatur
- Oscar Wallblom – bas

Information från Svensk mediedatabas.

## Listplaceringar
| Lista (2014)      | Högsta placering |
| ----------------- | ---------------- |
| Sverigetopplistan | 1                |